# Departamento de Colón (kommun i Argentina, Entre Ríos)
Departamento de Colón är en kommun i Argentina.   Den ligger i provinsen Entre Ríos, i den östra delen av landet, 300 km norr om huvudstaden Buenos Aires.
Trakten runt Departamento de Colón består i huvudsak av gräsmarker. Runt Departamento de Colón är det ganska glesbefolkat, med 21 invånare per kvadratkilometer.